# 帕特森 (澳大利亞國會選區)
帕特森選區（英語：Division of Paterson），是澳大利亞新南威爾士州的下議院選區，東面太平洋，西止大分水嶺，南北分別以獵人河和曼寧河為界。面積6,652平方公里。
選區始於1949年，1984年被撤，1992年恢復。選區名紀念著名叢林詩人班卓·帕特森。1990年代是工黨的鮑伯·霍恩和自由黨的鮑勃·鮑德溫競爭選區，直到前者在2001年引退為止；後者此後則連任至今。